# Скотт Д. Емр
Скотт Д. Емр (8 лютого 1954 , Джерсі-Сіті, Нью-Джерсі ) —  американський клітинний біолог, засновник і нинішній директор Інституту клітинної та молекулярної біології Вейля в Корнельському університеті, де він також є професором кафедри Френка Х.Т. Родса 1956 року молекулярної біології та генетики. 

## Раннє життя та освіта
Емр народився у Джерсі-Сіті
,
виріс у Форт-Лі, штат Нью-Джерсі. 
Його батько був менеджером виробничої компанії, у нього є 1 сестра і 2 брати.

Документальний фільм 1960-х років «Підводний світ Жака Кусто» спонукав його вибрати університет із потужною програмою океанографії, починаючи з 1972 року в Університеті Род-Айленду на спеціальність біологія. Генетикою він зацікавився ще в студентські роки.

Розпочав свою докторську дисертацію в 1976 році на кафедрі мікробіології та молекулярної генетики Гарвардського університету, працюючи під керівництвом Томаса Сілхаві та Джона Беквіта і закінчив в 1981 році

## Кар'єра
Емр розпочав свою кар'єру у Каліфорнійському університеті в Берклі як феллоу Інституту Міллера
 
і докторант у групі Ренді Шекман.

В 1983 році перейшов до Каліфорнійського технологічного інституту, став асистентом , а пізніше доцентом кафедри біології.

Джордж Паладе запросив Емра до Каліфорнійського університету у Сан-Дієго в 1991
, 
де він працював заслуженим професором на кафедрі клітинної та молекулярної медицини і водночас був дослідником Медичного інституту Говарда Г'юза. 

Перейшов до Корнельського університету в 2007 році, коли його призначили директором-засновником Інституту клітинної та молекулярної біології (пізніше перейменованого на Інститут клітинної та молекулярної біології Вейля після пожертви Джоан та Санфорд І. Вейлів)

Академічно Емр є членом редакційних колегій кількох наукових журналів, включаючи (станом на 2021 рік) mBio, Journal of Cell Biology, Trends in Cell Biology, та Current Opinion in Cell Biology.

## Дослідження
Дослідження Емра зосереджено на регулюванні шляхів транспортування мембранних везикул. 
Вивчення в його лабораторії комплексів ESCRT (ендосомальних сортувальних комплексів, необхідних для транспортування) принесло йому премію Шао з природничих наук і медицини.
 
ESCRT необхідні для деградації мембранного білка у лізосомі, пізньої стадії цитокінезу, а також дослідженні вірусу імунодефіциту людини (ВІЛ).

Його інші дослідницькі інтереси включають передачу сигналів ліпідів (особливо групи ліпідів, відомих як фосфатидилінозитол фосфати ),

транспорт білка у клітинах везикулами

та роль арестину та убіквітиляції у деградації мембранних білків.

## Нагороди та визнання
- 1998: член Американського товариства мікробіології[en][21];
- 1999: член Американської асоціації розвитку науки[22];
- 2004: член Американської академії мистецтв і наук[23];
- 2007: член Національної академії наук США)[24][25];
- 2007: премія Аванті з ліпідів, Американське товариство біохімії та молекулярної біології[26];
- 2008: асоційований член Європейської організації молекулярної біології[27][28];
- 2014: медаль ван Дінена[de], Інститут біомембран, Утрехтський університет[29];
- 2017: лекція Кіта Р. Портера[en], Американське товариство клітинної біології[21][30]
- 2017: член Американського товариства клітинної біології[en][31];
- 2021: премія Шао з наук про життя та медицину[5].